# Home Radio Frequency
La Home Radio Frequency (HomeRF) è una specifica per reti wireless tra dispositivi domestici. Fu sviluppata dal HomeRF Working Group, un consorzio di compagnie che includeva oltre cento aziende, tra cui Compaq, IBM, HP, Motorola, Proxim e Siemens AG. 
Lo standard non ebbbe la diffusione sperata rispetto ad altri standard come il Wi-Fi e il Bluetooth, di conseguenza HomeRF cadde in obsolescenza. 

## Caratteristiche
HomeRF, una Personal Area Network (PAN) standard, fu progettata per le reti wireless casalinghe in modo da essere molto più economica di altre tecnologie wireless. La HomeRF è un protocollo che usa il frequency-hopping spread spectrum (FHSS) e il shared wireless access protocol (SWAP) per trasmettere nella banda di frequenza di 2.4 GHz. HomeRF può permettere l'accesso alla rete fino a 127 terminali mentre raggiunge un massimo di 10 Mbit/s in un raggio di 50 metri. Deriva dallo standard "Digital European Cordless Telephone" (DECT), usa la "Time Division Multiple Access" (TDMA) per la voce e una tecnica del tipo CSMA/CA (Carrier Sense Media Access/Collision Avoidance) per la trasmissione dati.
La modulazione adoperata dallo standard HomeRF è la FSK.